# ايرين راسيل
ايرين راسيل هي لاعبة جمباز فني كندية، ولدت في 10 يونيو 1938 في وندسور في كندا.

## وصلات خارجية
- ايرين راسيل على موقع اللجنة الأولمبية الدولية (الإنجليزية)
- ايرين راسيل على موقع أوليمبيديا (الإنجليزية)
- ايرين راسيل على موقع اللجنة الأولمبية الكندية (الإنجليزية)